# ルーンファクトリー5
『ルーンファクトリー5』（英題：Rune Factory 5）は、マーベラスより2021年5月20日に発売されたNintendo Switch用ゲームソフト。キャッチコピーは「新たな舞台で 新たな冒険　ルーンファクトリー 新章はじまる」。

## 開発
2012年発売の『ルーンファクトリー4』の成功を受けて、シリーズプロデューサーのはしもとよしふみは続編の可能性について言及していたが、開発元のネバーランドカンパニーが2013年に経営破綻し、シリーズの先行きは不透明な状況となっていた。
その後、2019年2月14日に任天堂が放映したインターネット番組「Nintendo Direct」の中で、『ルーンファクトリー5』が開発中であると発表された。
前作のリメイク版『ルーンファクトリー4スペシャル』とのセーブデータ連携による特典が得られる。
開発は、シリーズのプロデューサーであるはしもとよしふみが代表取締役社長を務めるHAKAMA株式会社とされており、パッケージやタイトル画面でもHAKAMAの名前のみが掲載されているが、実際のソフトウェアの開発はゲーム開発の受託を専門に行うハイドが自社のホームページで「開発全般を担当した」と発表している。開発経緯についてのインタビューも受けており、その中で「プロト版からコア開発を任され、2年半をかけて開発した」としているほか、社内の優秀なスタッフを配置しUnityをゲームエンジンに使用して数あるアセットを駆使したと発言している。
一方、発売直後からロード時間の長さ、プレイに支障をきたすフレームレートの低下、「店主が営業時間中にほとんど店におらず店を利用できない」「特定の行動を取ると落下し続ける」「お祭りに何度も参加できる」などのシュールなバグからゲームの進行不能やアプリケーション強制終了のようなゲームプレイそのものを妨げる現象まで大小さまざま無数のバグ・不具合が指摘されていたが、2021年6月22日に開催されたマーベラスの第24回株主総会の質疑応答において、本作と『牧場物語 オリーブタウンと希望の大地』について「どちらも一定のファンがいる自社IPなのに出来がよくなくシリーズのファンを失望させていると思う」など多数の不具合があることについての質問に対し「ご指摘いただいたとおり、デバッグで不十分な部分があり、ロード時間が長かったり、一部不具合があった等、皆様にはご心配をおかけして申し訳ございません」とのマーベラス自ら不具合の存在や開発体制の不備を認める回答を出している。公式ブログで発表されている更新データ（ソフトウェアアップデート）の内容も、発売当日から同年11月15日時点に至るまで100件以上に渡る具体的な事象のバグ・不具合に対する修正や直前の更新データを原因とするバグの再修正に終始し、ゲーム内容の追加要素はそれまで事前告知の無かった同性婚の追加のみに留まっている。

## 世界観

### リグバース
シリーズを通して舞台となっているノーラッド王国の辺境に位置する町。Seed（シード）と呼ばれる警備組織が常駐し、町の平和を守っている。

### Seed
長期化する戦争により悪化した治安を維持するため、各地には自警団が発足したが、自警団同士の争いに発展することもあった。そんな中、ガンドアージュがそれらの自警団を取りまとめて組織化したのがSeedと呼ばれる警備組織である。
主人公はリグバースに辿り着いたのち、Seedリグバース所長のリヴィアの好意で見習い隊員として所属することとなる。

## 登場キャラクター

### 主人公
本作では男女どちらかの主人公を選択してゲームを開始することができる。デフォルト名は任意の名前に変更可能。
主人公は旅の途中で記憶を失い、本作の舞台、リグバースで警備組織のSeedに見習いとして所属することとなる。
アレス
声 - 豊永利行
本作の男主人公。
アリス
声 - 雨宮天
本作の女主人公。

### ヒロイン候補
プリシラ
声 - 水瀬いのり
優しくて明るい少女。パン屋、または雑貨屋で働いている。
過去のトラウマから町を出ることを恐れており、それを克服したいと思っている。
スカーレット
声 - 洲崎綾
ハーフエルフの少女。Seed隊員である父に憧れ、自らも入隊した。
非常に真面目な性格で、規律を重視する。
ルーシー
声 - 井口裕香
活発で天真爛漫な少女。パン屋、または雑貨屋で働いている。
勝負事が好きで、ことあるごとに主人公に勝負を挑む。
フーカ
声 - 豊崎愛生
ウェアアニマル（亜人）の少女。食堂で働いている。
正直な性格で、直観的に嘘を見抜くことができる。
ルドミラ
声 - 諸星すみれ
サキュバスの少女。花屋を営んでいる。
我慢をすることに快感を覚え、主人公に夢中になっている。
ベアトリス
声 - 黒沢ともよ
高貴で可憐な少女。遺跡に住んでいる。
ノーラッド王家の関係者だが、何らかの任を遂行するため、身分を隠している。

### ヒーロー候補
マーティン
声 - 福山潤
鍛冶職人を目指す青年。鍛冶屋のドグに弟子入りしている。
無愛想で職人気質。
ラインハルト
声 - 花江夏樹
ノーラッド王国の騎士。ベアトリスの護衛のためリグバースにやってきた。
丁寧で義理堅い性格。
セシル
声 - 村瀬歩
探偵を目指す少年。マーティンの弟。
好奇心旺盛で明るい性格。
むらくも
声 - 武内駿輔
ウェアアニマル（亜人）の青年。旅館を営んでいる。
豪快で親切な性格。客へのサービスが行き過ぎる傾向にある。
ルーカス
声 - 森久保祥太郎
記憶喪失の博識な男性。クリスタル屋で働いている。
旅の途中でリグバースに辿り着いた。
リュカ
声 - 松岡禎丞
大工見習の青年。
いつも気だるげにしているが、夜になるとクールな面を見せる。

### サブキャラクター
リヴィア
声 - 千本木彩花
Seedリグバース署の所長。
シモーヌ
声 - 高野麻里佳
町長兼医者の女性。ルーシーの母。
ジュリアン
声 - 鈴木真仁
シモーヌの息子でルーシーの弟。探検が好きで、度々迷子になる。
ひな
声 - 夏川椎菜
ウェアアニマルの少女。気まぐれで天然な性格。
次回作『龍の国』ではメインキャラクターとして登場し、考古学者と称して活動する。
みささぎ
声 - 藤井ゆきよ
ウェアアニマルの女性。むらくもの姉で、ひなの母。雑貨屋を営む。
エルシェ
声 - 鬼頭明里
レストランを営む女性。プリシラの姉。常にやる気がないが、料理の腕は一流。
ランドルフ
声 - ボルケーノ太田
パン屋を営む老人。優しく、いつもにこにこしている。
ユキ
声 - 渡辺菜生子
ランドルフと夫婦でパン屋を営む女性。優しくおっとりとした性格。
テリー
声 - 八代拓
探偵業を生業とする男性。情報通で、飄々としている。
ハインツ
声 - 宮園拓夢
クリスタル屋という商店を営む男性。いつもとぼけた態度をとる。
ドグ
声 - 野島裕史
鍛冶屋を営むドワーフの男性。武器を使う人物のことを一番に考えている。
パルモ・クレアスィ・ド・ヴィヴィアージュ
声 - 藤本たかひろ
大工の男性。家具も制作する。世界中から名声を集める著名人。
ガンドアージュ
声 - 小野大輔
Seedの創設者にして総監。悪を許さず秩序を重んじる。
オズワルド
声 - 茶風林
リグバース周辺に拠点を置く盗賊団の頭領。

## 主題歌
「空の彼方」
作詞・作曲・歌：ジョー・リノイエ

## システム

### メイキング
前作の「オーダー」に当たるシステム。町の住民からの依頼を完了したり、モンスターを倒したりした際に手に入る「Seedポイント」を消費して、お祭り（イベント）の開催やインベントリ拡張などを行うことができる。